# Memorial a los detenidos desaparecidos y ejecutados políticos de Ñuble
El Memorial a los detenidos desaparecidos y ejecutados políticos de Ñuble es un monumento ubicado en el Cementerio Municipal de la ciudad de Chillán, Chile. Conmemora a las víctimas de violaciones de los derechos humanos durante la dictadura militar chilena de Augusto Pinochet.

## Historia
Durante los primeros días después del Golpe de Estado en Chile de 1973 y la instauración de la dictadura militar, militares y efectivos policiales obligaron a construir una fosa común en el Patio 3 del Cementerio Municipal de Chillán, con el fin de sepultar de manera clandestina, los cadáveres de ejecutados políticos.
Los casos más connotados de personas aparecidas en dicha fosa fueron Gabriel Cortez Luna, fallecido el 19 de septiembre de 1973, cuyo cuerpo había sido encontrado en el paso nivel de Avenida Eduardo Parra Sandoval y fue sepultado de manera clandestina en el cementerio; y Juan Pablo Poblete Tropa, quien figuró hasta 2003 como Detenido desaparecido, año en que son exhumados los restos de un cuerpo que había sido identificado como el de José Gregorio Retamal.
El memorial fue ideado en 2005 por la Coordinadora de Derechos Humanos de Ñuble, cual fue realizado en 2010 con la colaboración de la Municipalidad de Chillán, que en ese entonces estaba liderada por el alcalde Sergio Zarzar, siendo construido con una base de adoquines y un muro de concreto, una placa de hierro y dos de melanina transparente.